# Борчани (Бановце на Бебрави)
Борчани (слч. Borčany) насељено је мјесто са административним статусом сеоске општине (слч. obec) у округу Бановце на Бебрави, у Тренчинском крају, Словачка Република.

## Становништво
| Година:    | 1994. | 2004.   | 2014.   | 2024.   |
| ---------- | ----- | ------- | ------- | ------- |
| Број људи: | 259   | 258     | 251     | 265     |
| Разлика:   |       | -0,38 % | -2,71 % | +5,57 % |

| Година:    | 2023. | 2024.   |
| ---------- | ----- | ------- |
| Број људи: | 270   | 265     |
| Разлика:   |       | -1,85 % |

Према подацима о броју становника из 2011. године насеље је имало 235 становника.